# Борго Пазини (Равена)
Борго Пазини је насеље у Италији у округу Равена, региону Емилија-Ромања.
Према процени из 2011. у насељу је живело 50 становника. Насеље се налази на надморској висини од 11 м.